# Pablo Siciliano
Pablo Siciliano (La Plata, 6 de febrero de 1982) es un músico, guionista y director de cine argentino. Además de su trabajo en cine, también es el cantante y guitarrista de la banda Indiana, que ha editado dos discos y toca esporádicamente en vivo en las ciudades de La Plata y Buenos Aires.

## Biografía
A los 6 años de edad su familia se mudó a Comodoro Rivadavia, en Chubut, donde pasó su infancia y adolescencia, para luego volver a La Plata a estudiar cine en la Facultad de Bellas Artes de dicha ciudad, en la que vive hasta la actualidad. Egresado de la carrera de cine en 2002, Siciliano trabaja hasta la actualidad como guionista de numerosos proyectos para cine y televisión.
A los 25 años codirigió junto a Eugenio Lasserre su primera película, El Bosque, adaptación libre del cuento del clásico cuento de Jorge Luis Borges La casa de Asterion. El film es un drama intenso y opresivo rodado en la provincia de Buenos Aires, con un modesto presupuesto y actores debutantes que recogió el elogio de la crítica tras su estreno comercial: actualmente posee un índice de 60 % de críticas positivas en el sitio Todas Las Críticas.; "Una lograda revisión del mito griego" dijo el crítico de La Nación Claudio D. Minghetti; "Una historia bien cinematográfica: con pocos personajes, lacónicos, que generan misterio y tensión, sin caer en los lugares comunes del cine fantástico o de suspenso" dijo M.F., de Clarín; "A pesar del espacio reducido y de contar con sólo tres personajes, la cámara se abre de tal forma que lo chico parecerá grande y lo feo se convertirá en bello, sin por eso convertirse en un film abyecto", se dijo en el sitio Escribiendo Cine.
El filme obtuvo los premios a Mejor sonido y Mejor fotografía en el Festival de Cine Latino de Curitiba, Brasil, el Premio del Público en el Festival de Cine del Norte de Chile, entre otros, y fue seleccionada para 25 festivales alrededor del mundo, exhibiéndose en países como Francia, Reino Unido, Estados Unidos, República Checa y México. El Instituto Nacional de Cine y Artes Audiovisuales de Argentina financió la ampliación a 35 mm de la película, filmada originalmente en el modesto formato DV. 
En el 2012 Siciliano estrenó su segunda película, Compañía, también codirigida junto a Eugenio Lasserre. La misma es una comedia inspirada en la vida en su ciudad, La Plata. El filme fue proyectado de manera no comercial y obtuvo elogios de medios locales como "De Garage" y "Franceville".

## Filmografía
- El bosque (2008)
- Compañía (2012)